# ALL (복잡도)
계산 가능성과 복잡도 이론에서 ALL은 모든 결정 문제의 집합이다.

## 다른 종류와의 관계
ALL은 RE와 Co-RE를 포함하는 모든 결정 문제의 복잡도 종류를 포함하며, RE도 Co-RE도 아닌 셀 수 없이 많은 언어를 포함한다. 이것은 모든 다른 복잡도 종류를 포함하는 가장 큰 복잡도 종류이다.